# Heilig-Kreuz-Kirche (Mainz)

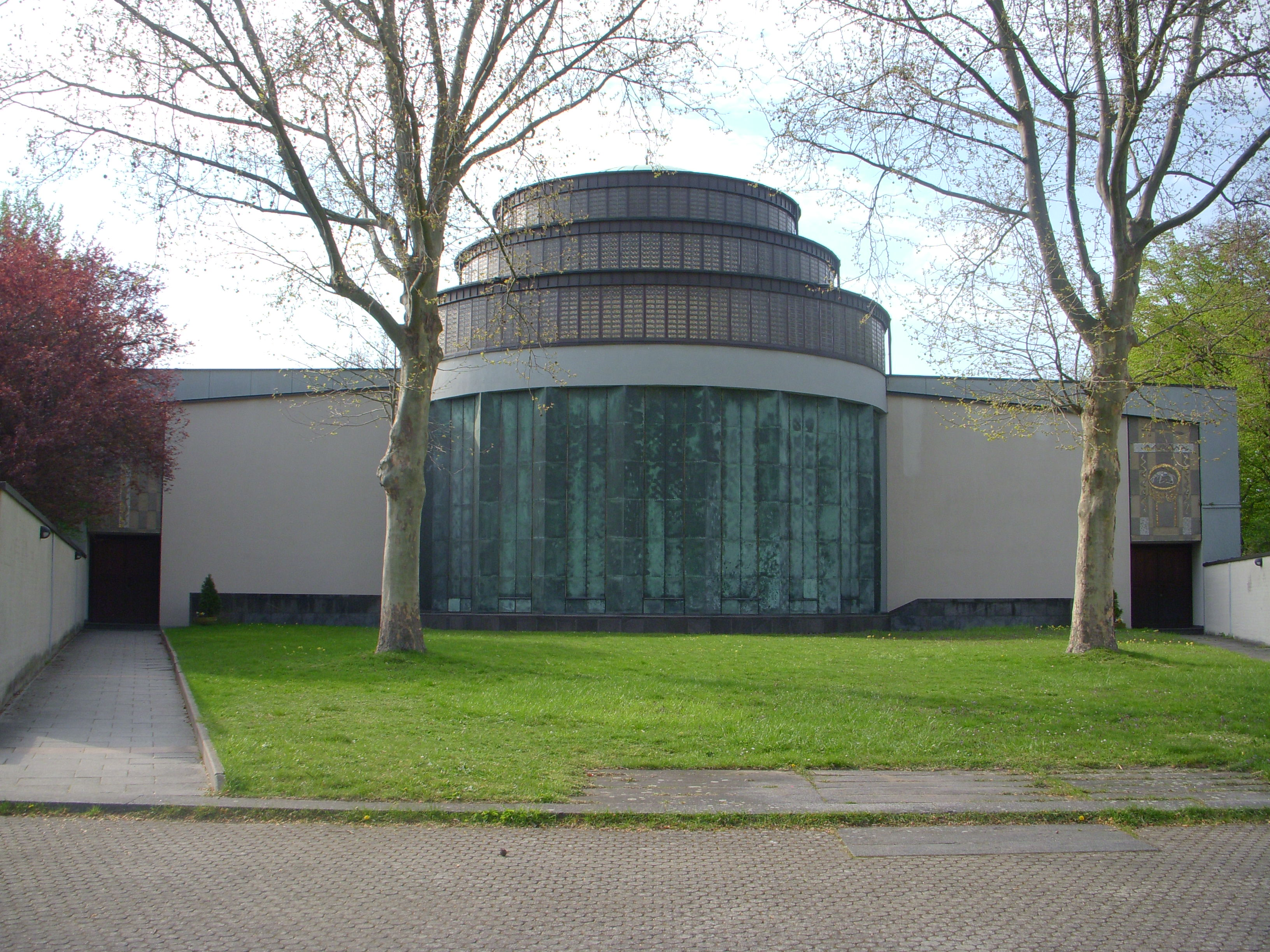
Heilig-Kreuz-Kirche, Mainz-Oberstadt

Die Heilig-Kreuz-Kirche ist eine katholische Kirche in der Oberstadt von Mainz. Das modern gestaltete kreisrunde Kirchengebäude wurde von dem städtischen Oberbaurat Richard Jörg und unter Beteiligung des Architekten Bernhard Schmitz geplant und 1954 nach zweijähriger Bauzeit geweiht. Die Heilig-Kreuz-Kirche ist ein charakteristisches Beispiel für den modernen Kirchenbau der 1950er-Jahre und in Deutschland der erste Zentralbau des 20. Jahrhunderts im katholischen Bereich gewesen, welche die Idee einer Zentralkirche konsequent umsetzte.

## Vorgängerkirche
Die Heilig-Kreuz-Kirche hatte mit dem in Mainz bedeutenden Heiligkreuzstift (auch: Maria im Felde) eine „Vorgängerkirche“, deren Ursprung bis zum Anfang des 14. Jahrhunderts zurückging. Das Stift wurde bei der Belagerung von Mainz 1793 zerstört und als Ruine 1799 endgültig gesprengt. Es lag zwischen Mainz-Hechtsheim und Mainz an der Hechtsheimer Straße zwischen dem Heilig-Kreuz-Weg und dem Bereich der ehemaligen Ziegelei Richard. Reste der Fundamente wurden in den 1960er Jahren beim Bau der jetzigen A 60 ausgegraben, kartographiert und durch die Autobahn überbaut. Karte
Das Patrozinium der über 140 Jahre später geplanten neuen Kirche sollte bewusst an die einst in der Nähe gelegene untergegangene Stiftskirche erinnern.

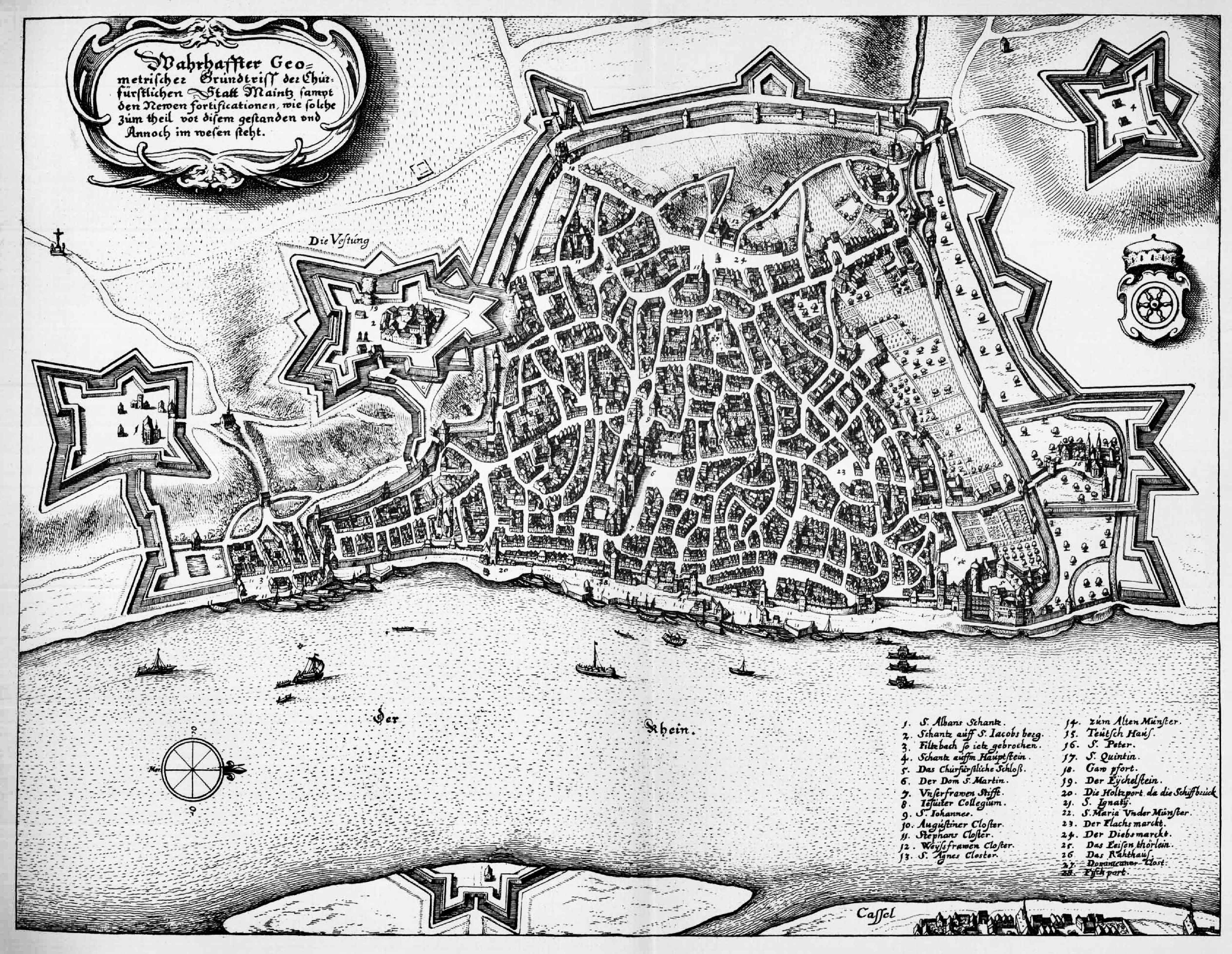
1646: Plan der Stadt Mainz von Merian, das Heiligkreuzstift befindet sich in der oberen Hälfte des linken Bildrandes.
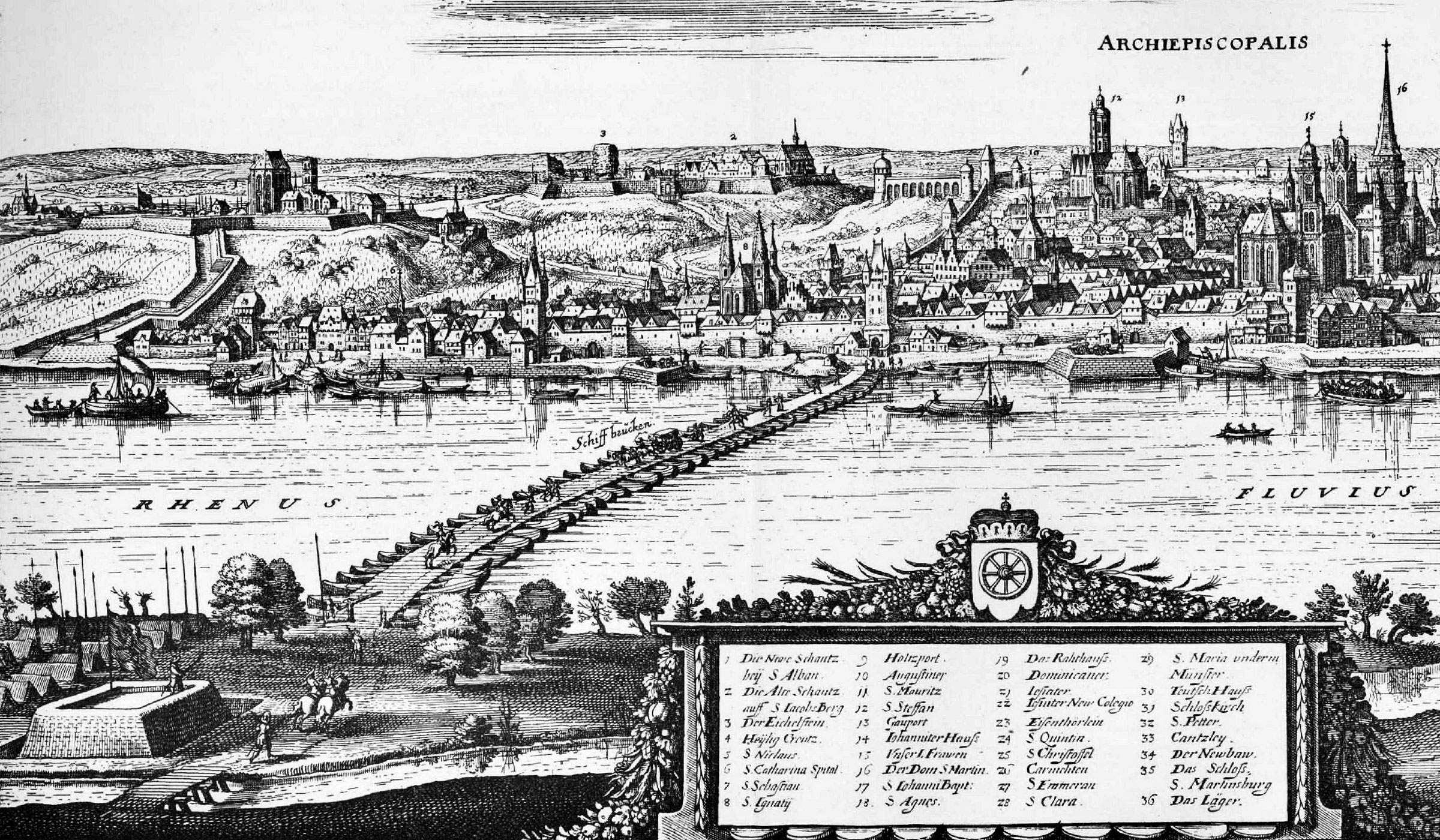
1646: Merian, Topographia Archiepiscopatuum Moguntinensis: Heiligkreuzstift links, Nr. 4

## Vorplanung
Nach dem Ersten Weltkrieg wurde das Gebiet südlich der Universitätsklinik zunehmend bebaut. Am 1. Mai 1938 wurde deshalb vom Bistum Mainz die katholische Kirchengemeinde Heilig Kreuz errichtet. Planungen für eine entsprechende Gemeindekirche wurden allerdings durch den Zweiten Weltkrieg verzögert, so dass erst zu Beginn der 1950er Jahre eine Planung und Realisierung möglich wurde. 1952 überließ das katholische Lehrlingsheim, Eigentümer des Baugeländes am Fort Stahlberg, der Gemeinde Heilig Kreuz unentgeltlich das Baugelände. Nun konnten der städtische Oberbaurat Richard Jörg und der Architekt Bernd Schmitz ihre Baupläne in die Tat umsetzen. Der Grundstein für den kreisrunden Kirchenbau wurde am Pfingstsonntag 1953 gelegt. Bereits am 25. April 1954 konnte dann die Kirche eingeweiht werden.

## Baubeschreibung
Der gesamte Bau wurde als Stahlbeton-Konstruktion ausgeführt. Die Füll- und Zwischenwände bestehen aus Hohlblocksteinen oder Backsteinen und sind weiß verputzt. Auffallendstes Merkmal des modernen Kirchenbaus ist neben dem kreisrunden Grundriss der Kirche die große kupfergedeckte Flachkuppel. Über dem Gemeinderaum ist die Holzdecke in Lamellenform ausgeführt.
Der Mittelpunkt des Innenraums ist der Volksaltar als zentraler Ort der Heiligen Messe und liturgischer Mittelpunkt, gemäß der erwarteten Liturgiereform des zweiten Vatikanums, der die tätige Teilnahme (Participatio actuosa) des versammelten Gottesvolks ermöglichen soll. Dieser ist um fünf Stufen über die restliche Grundfläche erhöht und von einer dreifach abgestuften Kuppel mit drei Zwischenringen aus Glasbausteinen und zwei Ständerpaaren überspannt. Über die in der Kuppel eingebrachten Fenster flutet das Licht auf den Altar als liturgisches Zentrum des Kirchenraums, ein Motiv gezielter Lichtregie, das Richard Jörg auch später noch oft einsetzte. Unterhalb des Altarraums befindet sich eine Krypta, die von außen zugänglich ist.
Weiter außen befinden sich vierzehn Stahlbetonstützen, die über einem äußeren Kreissegment den äußeren Ring des Baukörpers tragen. Der Altarraum selbst wird von kupferbeschlagenen, raumhohen Türflügeln verschlossen. Werden diese geöffnet, verbinden sich Altarraum und Vorhof zu einem vollen Kreisrund. Der trapezförmige Vorplatz ist Teil der Gesamtkonzeption und ergänzt sich ellipsenförmig mit dem Gebäude.

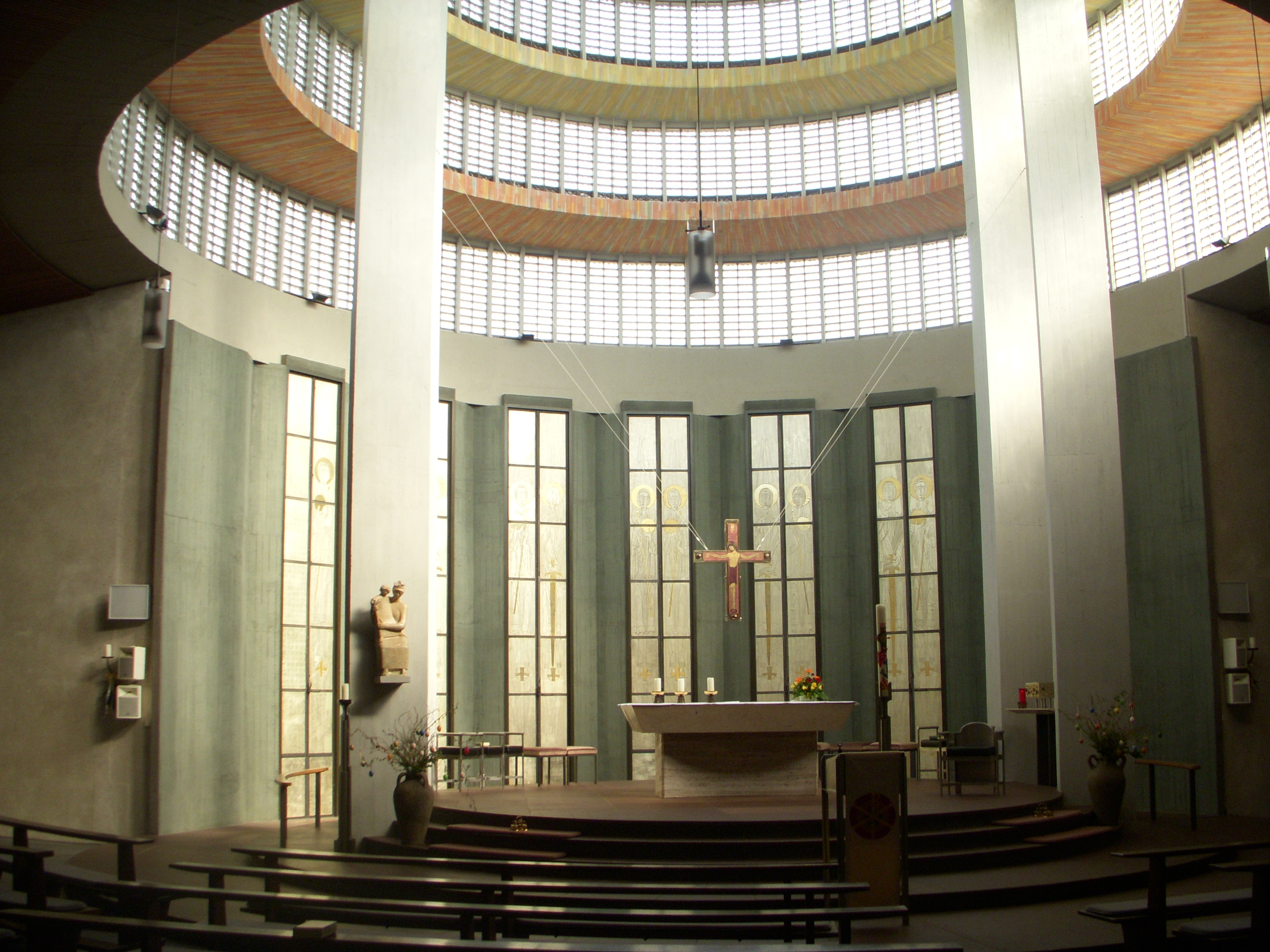
Heilig-Kreuz-Kirche, Innenansicht
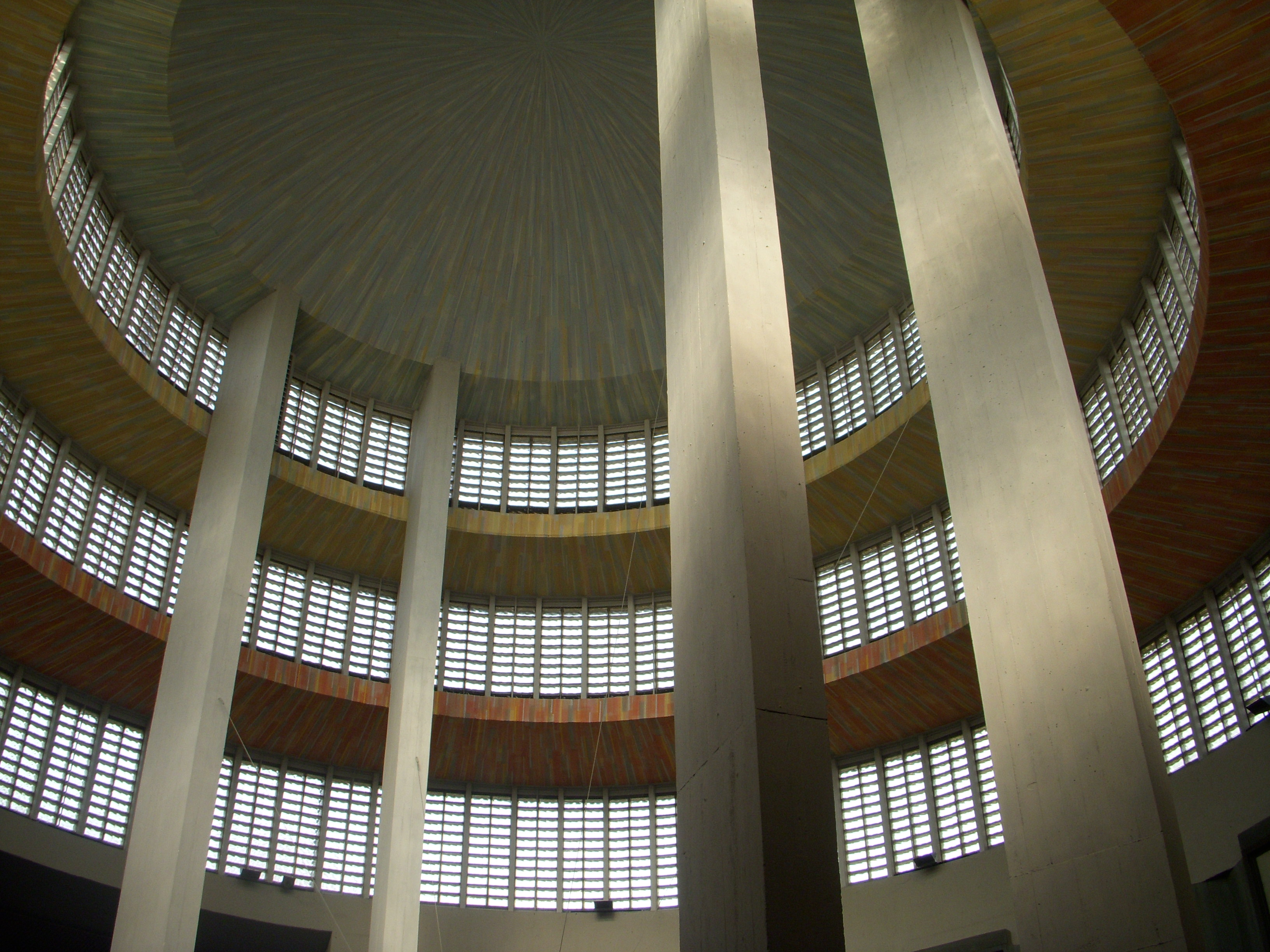
Heilig-Kreuz-Kirche, Kuppel
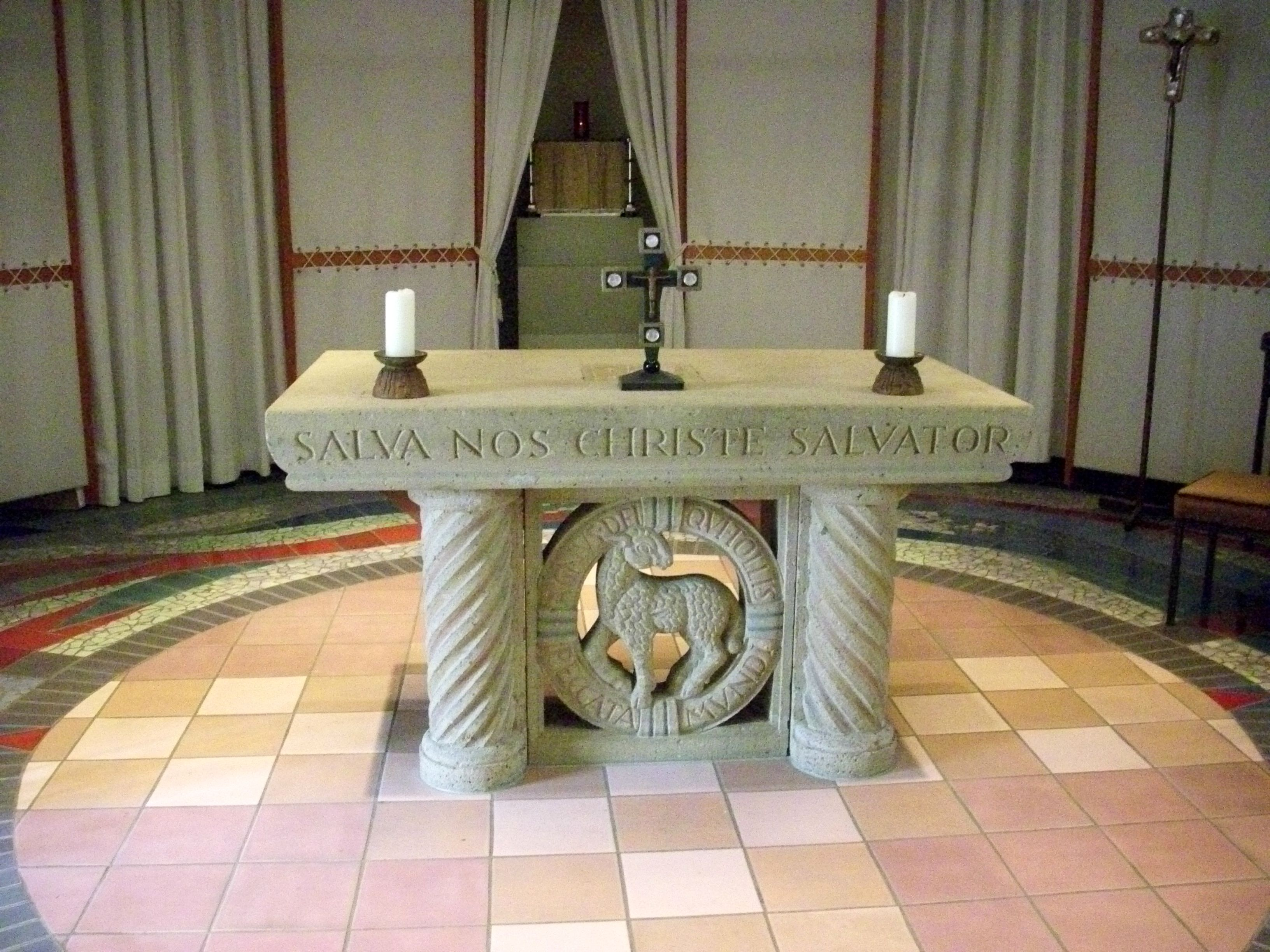
Heilig-Kreuz-Kirche, Krypta

## Künstlerische Arbeiten
Auf den Metallplatten der sieben Außentüren sind zwölf Engel abgebildet, die das Neue Jerusalem symbolisieren. Über den Eingangstüren befinden sich Graffiti mit Mosaiksteinen, die Motive aus dem Alten Testament nachbilden. Künstler dieser Werke ist Peter Paul Etz. Die farbliche Gestaltung der beiden Deckenringe stammte ursprünglich von Paul Meyer-Speer, der für seine expressionistische Kirchenmalerei bekannt ist, wurde aber bei der Renovierung im Jahr 2005 von Eberhard Münch neu gestaltet. Hermann Volz schuf 1965 eine Muttergottesfigur, die an einem der Pfeiler befestigt ist. Das über dem Altar hängende Kreuz ist ein Werk der Benediktinerschwester Lioba Munz aus Fulda.